# Bruno Allolio
Bruno Allolio (* 5. Oktober 1949 in Mönchengladbach; † 16. August 2015 in Würzburg) war ein deutscher Internist, Endokrinologe und Hochschullehrer.

## Lebenslauf

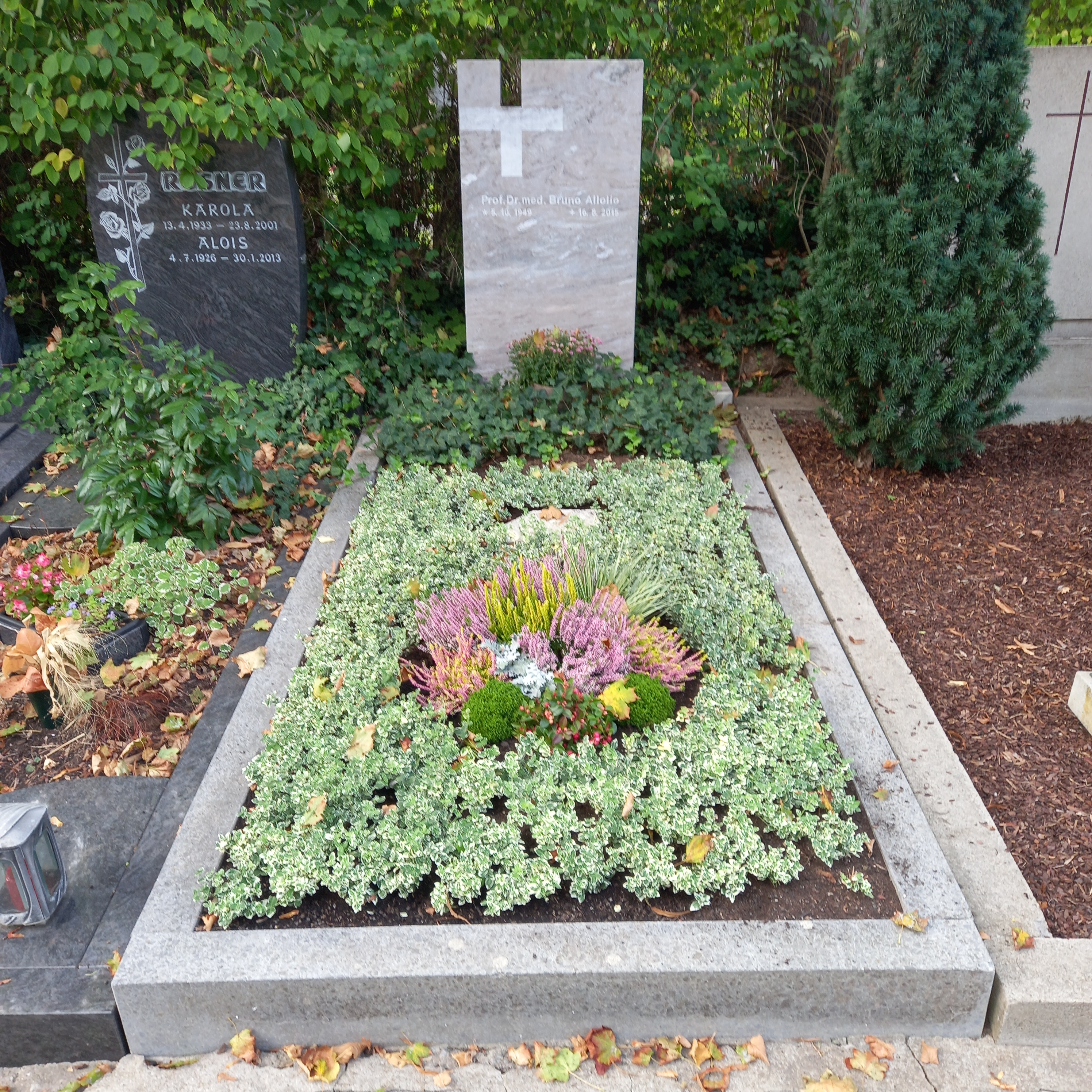
Das Grab von Bruno Allolio auf dem Hauptfriedhof Würzburg

Bruno Allolio studierte ab 1969 in Köln Medizin und von 1971 bis 1974 zusätzlich Physik. Im Jahr 1975 erfolgte die Approbation und die anschließende Facharztausbildung für Innere Medizin (1984) und dann Endokrinologie (1984). Von 1977 bis 1991 war Allolio an der Kölner Universitätsklinik tätig, zuletzt als stellvertretender Direktor der Medizinischen Klinik II unter der Leitung von Werner Kaufmann. Im Jahre 1992 übernahm er die Professur für Endokrinologie am Universitätsklinikum in Würzburg und leitete bis Anfang 2015 den dortigen Schwerpunkt für Endokrinologie und Diabetologie.

## Wirken
Bruno Allolio schuf eine wissenschaftlich hoch aktive Gruppe, die fast alle Bereiche der endokrinologischen Forschung abdeckte, aber einen besonderen Schwerpunkt auf Erkrankungen der Nebenniere setzte. Er publizierte mehrere Lehrbücher und über 400 Originalarbeiten, die bis zuletzt wesentliche Meilensteine in der Nebennierenforschung bestimmten. 
Seine Arbeiten umfassten dabei das gesamte Spektrum grundlagenorientierter, translationaler und klinischer Forschung. Die Übertragung  der Forschungsergebnisse in eine spürbare Verbesserung der Patientenbetreuung war ihm dabei ein besonderes Anliegen.

## Würdigung
In Würdigung seiner Persönlichkeit und Forschungsergebnisse vergibt die Deutsche Gesellschaft für Endokrinologie (DGE) jährlich den Bruno-Allolio-Preis.

## Auszeichnungen (Auswahl)
- 1988: Schoeller-Junkmann-Preis der DGE
- 2013: Berthold-Medaille der DGE
- 2014: Ehrenmitglied der Europäischen Gesellschaft für Endokrinologie[5]